# Кастель-Габб'яно
Кастель-Габб'яно, Кастель-Ґабб'яно (італ. Castel Gabbiano) — муніципалітет в Італії, у регіоні Ломбардія,  провінція Кремона.
Кастель-Габб'яно розташований на відстані близько 460 км на північний захід від Рима, 40 км на схід від Мілана, 50 км на північний захід від Кремони.
Населення — 470 осіб (2014).
Щорічний фестиваль відбувається останньої неділі серпня. Покровитель — святий Алессандро.

## Демографія
Населення за роками:

Станом на 1 січня 2023 року в муніципалітеті офіційно проживало 77 іноземців з 12 країн, серед них 23 громадяни країн Євросоюзу та 1 громадянин України.

## Сусідні муніципалітети
- Камізано
- Казале-Кремаско-Відоласко
- Фара-Олівана-кон-Сола
- Іссо
- Моццаніка
- Серньяно